# Великоцька сільська рада
| Великоцька сільська рада — колишній орган місцевого самоврядування у Міловському районі Луганської області з адміністративним центром у с. Великоцьк. Водоймища на території, підпорядкованій даній раді: річки Мілова, Черепаха. Сільській раді були підпорядковані населені пункти: - с. Великоцьк - с. Журавське - с. Криничне - с. Рання Зоря - с. Ярське - с. Яснопромінське |

## Склад ради
Рада складалася з 16 депутатів та голови.

### Керівний склад ради
| ПІБ                             | Основні відомості                                                                  | Дата обрання | Дата звільнення |
| ------------------------------- | ---------------------------------------------------------------------------------- | ------------ | --------------- |
| Гаврилюк Володимир Анатолійович | Сільський голова, 1965 року народження, освіта, член Соціалістичної партії України | 26.03.2006   | 31.10.2010      |
| Прищепа Геннадій Миколайович    | Сільський голова, 1970 року народження, освіта вища, член Партії регіонів          | 31.10.2010   |                 |

Примітка: таблиця складена за даними джерела